# Tommy Chong
Thomas B. Kin Chong (Edmonton, Alberta, 1938. május 24. –) Grammy-díjas kanadai-amerikai színész, humorista, zenész, aktivista. A Cheech és Chong nevű duó tagjaként ismert. A páros több filmet és albumot is megjelentetett a hetvenes-nyolcvanas években. Ezen kívül ő alakította Leo karakterét az Azok a 70-es évek show című vígjátéksorozatban.

## Élete
Thomas B. Kin Chong 1938. május 24-én született Edmontonban. Anyja skót-ír felmenőkkel rendelkezett, apja pedig kínai származású volt. Mikor Chong megérkezett Kanadába, eleinte a nagynénjével élt Vancouverben.
Fiatalkorában Calgarybe költözött. Egy interjúban elmondta, hogyan lépett ki a Crescent Heights High Schoolból: "amikor 16 voltam, de talán pont azelőtt, mielőtt tényleg kidobtak volna." Hogy pénzt keressen, gitározott.
Karrierjét a "The Shades" nevű soul együttesben kezdte, mint gitáros. A zenekar Vancouverbe költözött, ekkor nevet is változtattak: "Little Daddy & the Bachelors" lett a nevük. Chong hatására ezután ""Four Niggers and a Chink" lett a nevük, amely kisebb botrányt kavart. Végül Bobby Taylor & the Vancouvers lett a nevük. Az együttes 1969-ben feloszlott.
Több Cheech és Chong-albumon volt társíró és előadó. Ezek az albumok közül négyet Grammy-díjra jelöltek a "legjobb humoros album" kategóriában, köztük az 1973-as Los Cochinost. 2001-ben szerepelt DJ Pooh Balhé a mosodában című vígjátékban Dr. Dre és Snoop Dogg oldalán.
A duó hét filmje közül négyet ő rendezett, illetve mind a hét film társírójának és főszereplőjének számított, Cheech-csel együtt.
Habár a duó népszerűnek számított a hetvenes-nyolcvanas években, 1985-ben mégis feloszlottak nézeteltérések miatt.

## Magánélete
1960-ban házasodott össze Naxine Maxine Sneed-del. Két lányuk született: Rae Dawn (1961) és Robbi Chong (1965). 1970-ben elváltak.
1975-ben házasodott össze Shelby Fiddisszel. Három gyerekük született: Paris (1974), Gilbran (1981) és Precious Chong (1968). 1978-ban örökbefogadták Marcus Wyatt-et. Az összes gyerekük színészi karrierbe kezdett. Precious Chong színdarabját, a Push ... One Mother of a Show-t 2011 májusában tartották.
A nyolcvanas évek közepén amerikai állampolgár lett.